# Rawhead Rex, le monstre de la lande
Pour plus de détails, voir Fiche technique et Distribution.
Rawhead Rex, le monstre de la lande (Rawhead Rex) est un film britannique réalisé par George Pavlou, sorti en 1986.

## Synopsis
L'américain Howard Hallenbeck se rend en Irlande pour rechercher des objets religieux anciens datant d'avant le christianisme. Il se rend dans un cimetière rural pour photographier des tombes. Pendant ce temps, trois fermiers tentent vainement d'enlever une colonne de pierre dangereuse au milieu d'un champ. Deux des fermiers s'en vont laissant le troisième. Un orage surgit de nulle part et de la fumée s'échappe du sol. La foudre frappe la colonne. Le monstre Rawhead Rex sort du sol et tue le fermier.
Howard rencontre Declan O'Brien, le bedeau de l'église, qui le dirige vers le Révérend Coot. O'Brien s'approche de l'autel et place sa main dessus. Des images clignotent devant ses yeux. Cette expérience détruit apparemment la santé mentale d'O'Brien. Par la suite, Howard s'informe des registres paroissiaux de l'église. Coot dit qu'il peut s'arranger pour que Howard les consulte.
Plus tard, un homme arrive à la maison du couple Dennis et Jenny (enceinte). Il découvre une Jenny clairement traumatisée. La police arrive. Rawhead Rex traîne le cadavre de Dennis à travers la forêt et tombe sur un camp de roulottes. Un adolescent nommé Andy Johnson essaie de draguer sa petite amie, ils s'enfoncent dans le bois. Peu de temps après, Howard voit Rawhead Rex au sommet d'une colline lointaine tenant la tête d'Andy dans sa main.
Par la suite, Howard parle à nouveau avec Coot, qui lui dit que les registres paroissiaux de l'église ont été volés. Puis Declan O'Brien lui détruit son appareil photo. Howard décide de quitter le village et prend la voiture avec sa femme et ses deux enfants.
Sur la route, la fille de Howard doit satisfaire un besoin naturel. Howard lui indique un bosquet. La fille hurle, les époux Hallenbeck se précipitent, mais il ne s'agissait que d'un lapin attaqué par des corbeaux. Le fils de Howard resté seul dans la camionnette est attaqué par Rawhead Rex qui le tue et emporte le corps dans les bois. Furieux des efforts infructueux de la police pour traquer Rawhead Rex, Howard retourne à l'église. Il découvre qu'il y a un objet dessiné dans un vitrail qui peut être utilisé pour vaincre le monstre. Après le départ d'Howard, Coot touche l'autel mais résiste aux tentations et aux images qu'il voit.
Rawhead Rex arrive à l'église pour baptiser O'Brien en urinant sur lui. Coot troublé sort à l'extérieur pour enquêter sur le bruit et voit Rawhead Rex. Horrifié, Coot s'enfuit dans le sous-sol de l'église tandis que le montre détruit tout à l'intérieur. O'Brien rattrape Coot et le force à monter à l'étage pour être sacrifié à Rawhead Rex. Les policiers arrivent à l'église et se préparent à ouvrir le feu sur Rawhead Rex, mais ils hésitent parce qu'il porte le corps de Coot. Auparavant, Rawhead Rex avait manipulé le cerveau de Gissing, le responsable local de la police. Celui-ci verse de l'essence autour des voitures de police et l'enflamme juste au moment où ils commencent à tirer sur Rawhead Rex, tuant tous les policiers, y compris lui-même.
Howard quitte sa femme et sa fille et retourne à l'église où Coot mourant lui confie que Rawhead Rex a peur de quelque chose dans l'autel. Howard entre à l'intérieur, ouvre un coffre et découvre un objet ressemblant vaguement à une pierre allongée, il tue O'Brian qui s'était jeté sur lui et tente de provoquer Rawhead Rex mais en vain. Elaine Hallenbeck arrive sur les lieux, prend la pierre mystérieuse et l'active. Un rayon lumineux tourbillonnant en sort qui finit par épuiser Rawhead Rex qui s'enfonce dans le sol
La dernière scène montre un jeune garçon fleurissant la tombe d'Andy Johnson. Alors qu'il s'éloigne, Rawhead émerge de la terre et rugit.

## Fiche technique
- Titre français : Rawhead Rex, le monstre de la lande
- Titre original : Rawhead Rex
- Réalisation : George Pavlou
- Scénario : Clive Barker
- Musique : Colin Villes
- Photographie : John Metcalfe
- Montage : Andy Horvitch
- Production : Kevin Attew & Don Hawkins
- Sociétés de production : Alpine Pictures, Green Man Productions & Paradise Group
- Société de distribution : Empire Pictures
- Pays  Royaume-Uni
- Langue : Anglais
- Format : Couleur - Dolby - 35 mm - 1.85:1
- Genre : Fantastique, Horreur
- Durée : 89 min
- Date de sortie
  -  Royaume-Uni : 17 avril 1987

## Distribution
- David Dukes : Howard Hallenbeck
- Kelly Piper : Elaine Hallenbeck
- Niall O'Brien : l'inspecteur Isaac Gissing
- Niall Toibin : le révérend Coot
- Ronan Wilmott : Declan O'Brien, le bedeau
- Hugh O'Conor : Robbie Hallenbeck
- Cora Lunny : Minty Hallenbeck
- Heinrich von Schellendorf : Rawhead Rex
- Donal McCann : Tom Garron